# Hans Dama
Hans Dama bzw. Johann Dama (* 30. Juni 1944 in Sânnicolau Mare, Königreich Rumänien) ist ein österreichischer Schriftsteller banat-schwäbischer Abstammung.

## Leben
Hans Dama studierte Germanistik, Rumänistik, Pädagogik, Wirtschaftswissenschaften und Geographie an der Universität des Westens Timișoara, an der Universität Bukarest und an der Universität Wien. Seine Diplomarbeit hatte den Titel Sonderformen moderner deutschen Lyrik. 1974 verließ er Rumänien und zog nach Wien, wo er auch promovierte. Seit 1980 unterrichtet er an der Universität Wien.
Hans Damas Forschungen konzentrieren sich auf Banater Literatur und interkulturelle Beziehungen und Kulturkunde. Seine literarischen Werke sind in den meisten Fällen in Gedichtform, allerdings schreibt er wie in seinem Band Unterwegs auch in Prosa. Alle seine Werke liegen in der Österreichischen Nationalbibliothek vor.
Damas Arbeiten erschienen in zahlreichen deutschen, österreichischen, mexikanischen, rumänischen, spanischen und ungarischen Zeitschriften, außerdem veröffentlichte er Anthologien, Essays und Studien. Dama übersetzte auch rumänische Lyrik aus den Werken von Lucian Blaga, George Bacovia, Nichita Stănescu, Anghel Dumbrăveanu und anderen. In den Vereinigten Staaten wurden zwei seiner Gedichte vertont.

## Ehrungen
- 1963 – Lyrik-Preis der Zeitschrift Viața studențească, Bukarest
- 1996 – Lyrik-Preis der Stiftung Nikolaus Lenau, Linz-Traun
- 2003 – Übersetzerpreis beim XXIII. Festival Lucian Blaga, Sebeș/Lancrăm
- 2008 – Jubiläums-Diplom Ioan Slavici – 160 (1848–2008), Timișoara[3]

## Publikationen (Auswahl)